# Hans Haas
Hans Haas (ur. 17 października 1906 w Wiedniu, zm. 14 maja 1973) – austriacki sztangista. Dwukrotny medalista olimpijski.
Startował w wadze lekkiej (do 67,5 kg). Brał udział w dwóch igrzyskach (IO 28, IO 32), na obu zdobywał medale. Zwyciężył w 1928 (ex aequo z Niemcem Kurtem Helbigim), był drugi w 1932. Pobił cztery rekordy świata.